# Timur Schadgirowitsch Machambetow
Timur Schadgirowitsch Machambetow (russisch Тимур Жадгирович Махамбетов, auch Тимур Жадыгерович Махамбетов; * 8. Juli 1992 in Omsk) ist ein russischer Biathlet.

## Karriere
Timur Machambetow begann wie sein vier Jahre älterer Bruder Roman unter Anleitung seines Vaters Schadgir Machambetow mit dem Biathlonsport. Nach ersten Erfolgen wechselte er zur Biathlonakademie in Krasnojarsk, die von Waleri Medwedzew geleitet wird, wo ihn Roman Semenjuk betreute, gemeinsam mit seinem Vater als Heimtrainer. Er startet für die Region Krasnojarsk und ist Angehöriger der russischen Armee. Sein internationales Debüt gab er im Rahmen der Juniorenrennen der Europameisterschaften 2012 in Osrblie, wo er 14. des Einzels wurde. Ein Jahr später wurde er in Bansko 29. des Einzels und gewann mit Jelena Badanina, Jelena Ankudinowa und Alexander Tschernyschow die Silbermedaille im Mixed-Staffelrennen sowie hinter seinen Landsmännern Alexander Loginow und Maxim Zwetkow Bronze im Sprintrennen. Im Verfolger tauschte er mit dem Viertplatzierten des Sprints, dem Franzosen Mathieu Legrand, die Plätze. Kurz zuvor startete Machambetow in Obertilliach auch bei den Juniorenweltmeisterschaften 2013. Im Einzel wurde er 13., im Sprint Sechster und im Verfolgungsrennen Neunter. Mit der Staffel gewann er an der Seite von Alexander Loginow, Alexander Tschernyschow und Maxim Zwetkow die Bronzemedaille.
Zum Ende der Saison 2013/14 bestritt Machambetow seine ersten Rennen bei den Männern im IBU-Cup in Osrblie. Als 36. des Sprints und 37. der Verfolgung gewann er sogleich Punkte. Weitere Einsätze folgten erst ein Jahr später in Ridnaun, wo er nach den Plätzen 26 im Sprint und 23 in der Verfolgung in der russischen Mixed-Staffel eingesetzt wurde und mit Olga Jakuschowa, Jekaterina Jurlowa und Alexei Slepow auf den dritten Platz lief.

## Statistik

### Platzierungen im Biathlon-Weltcup
Die Tabelle zeigt alle Platzierungen (je nach Austragungsjahr einschließlich Olympische Spiele und Weltmeisterschaften).
- 1.–3. Platz: Anzahl der Podiumsplatzierungen
- Top 10: Anzahl der Platzierungen unter den ersten zehn (einschließlich Podium)
- Punkteränge: Anzahl der Platzierungen innerhalb der Punkteränge (einschließlich Podium und Top 10)
- Starts: Anzahl gelaufener Rennen in der jeweiligen Disziplin
- Staffel: inklusive Mixed- und Single-Mixed-Staffeln

| Platzierung         | Einzel | Sprint | Verfolgung | Massenstart | Staffel | Gesamt |
| ------------------- | ------ | ------ | ---------- | ----------- | ------- | ------ |
| 1. Platz            |        |        |            |             |         |        |
| 2. Platz            |        |        |            |             |         |        |
| 3. Platz            |        |        |            |             |         |        |
| Top 10              |        |        |            |             |         |        |
| Punkteränge         |        |        |            |             |         |        |
| Starts              |        | 1      |            |             |         | 1      |
| Stand: Karriereende |        |        |            |             |         |        |